# Wei Lun Zhao
Wei Lun Zhao (Prato, 8 settembre 2005) è un cestista cinese di formazione italiana, di ruolo playmaker.

## Carriera
Inizia a giocare a basket nella Pallacanestro Varese con cui compie tutta la trafila tra minibasket e settore giovanile ed esordisce in Serie A contro l'Olimpia Milano nella stagione 2021-2022 sotto la guida di Johan Roijakkers risultando così il primo giocatore cinese a giocare nel massimo campionato italiano.
A fine stagione conquista la Next Gen Cup venendo nominato MVP della finale e successivamente lo scudetto under-17.
Nella stagione 2022-2023 gioca in doppio tesseramento al Campus Varese, formazione di sviluppo della Pallacanestro Varese, militante in Serie B distinguendosi come una delle maggiori sorprese del campionato segnando 17,4 punti a partita.
Il debutto europeo arriva l'8 novembre del 2023: 12 punti in 14 minuti di utilizzo nella sfida di FIBA Europe Cup tra Pallacanestro Varese e il Keravnos.

## Nazionale
Nel 2023 ha partecipato, con la nazionale Under-19 cinese, ai Mondiali di categoria, conclusi al decimo posto finale.

## Palmarès

### Giovanili
- Campionato italiano Under-17: 1

Varese: 2021-22
- Next Gen Cup: 1

Varese: 2021-22

### Individuali
- MVP Finals Next Gen Cup: 1

Varese: 2021-22